# Parafia św. Andrzeja Boboli w Golczewie
Parafia pod wezwaniem Świętego Andrzeja Boboli w Golczewie – parafia rzymskokatolicka z siedzibą w Golczewie, należąca do dekanatu Golczewo, archidiecezji szczecińsko-kamieńskiej, metropolii szczecińsko-kamieńskiej. Prowadzą ją księża diecezjalni. Proboszczem jest ks. kan. Jacek Fabiszak. 

## Historia
Kościół został poświęcony dnia 16 października 1945 r. przez ks. Henryk Kulikowski TChr – ówczesnego wikariusz parafii w Kamieniu Pomorskim. Parafię erygowano 1 czerwca 1951 r.
Funkcję kościoła parafialnego pełni kościół pw. św. Andrzeja Boboli w Golczewie, oprócz którego do dyspozycji parafian są kościoły filialne: 
- Kościół pw. św. Wojciecha Biskupa Męczennika w Gadomiu[2] – kościół wybudowała w 1997 r.[4][5] niewielka (licząca 40 rodzin) społeczność w miejscowości Gadom[4].

- Kościół pw. Najświętszej Maryi Panny Królowej Świata w Uniborzu[2] – najstarszym kościołem filialnym parafii jest neogotycki kościół z XIX w. w Uniborzu[6][4].

- Kościół pw. Miłosierdzia Bożego w Samlinie[2] – poprzedni kościół we wsi Samlino rozebrano w 1957 r.[7][8] Mieszkańcy zorganizowali się w Komitecie Odbudowy Kościoła[8]. Odbudowa na dawnych fundamentach ruszyła w 1998 r. i dobiegła końca w 2000 r.[7][8]

## Administratorzy i proboszczowie
- ks. Henryk Kuligowski (1945–1947)
- ks. Piotr Kowalówka TChr (1947–1954)[8]
- ks. Antoni Rauer TChr (1954–1968)[8]
- ks. Henryk Cudak (1968–1980)[8]
- ks. Wacław Kiersnowski (1980–1994[8])
- ks. Alfons Nuernberg (1994–2003)[8]
- ks. Wojciech Musiałek (2003[8]–2013)
- ks. Jacek Fabiszak (od 2013 roku[9][10])